# 倉敷アイビースクエア

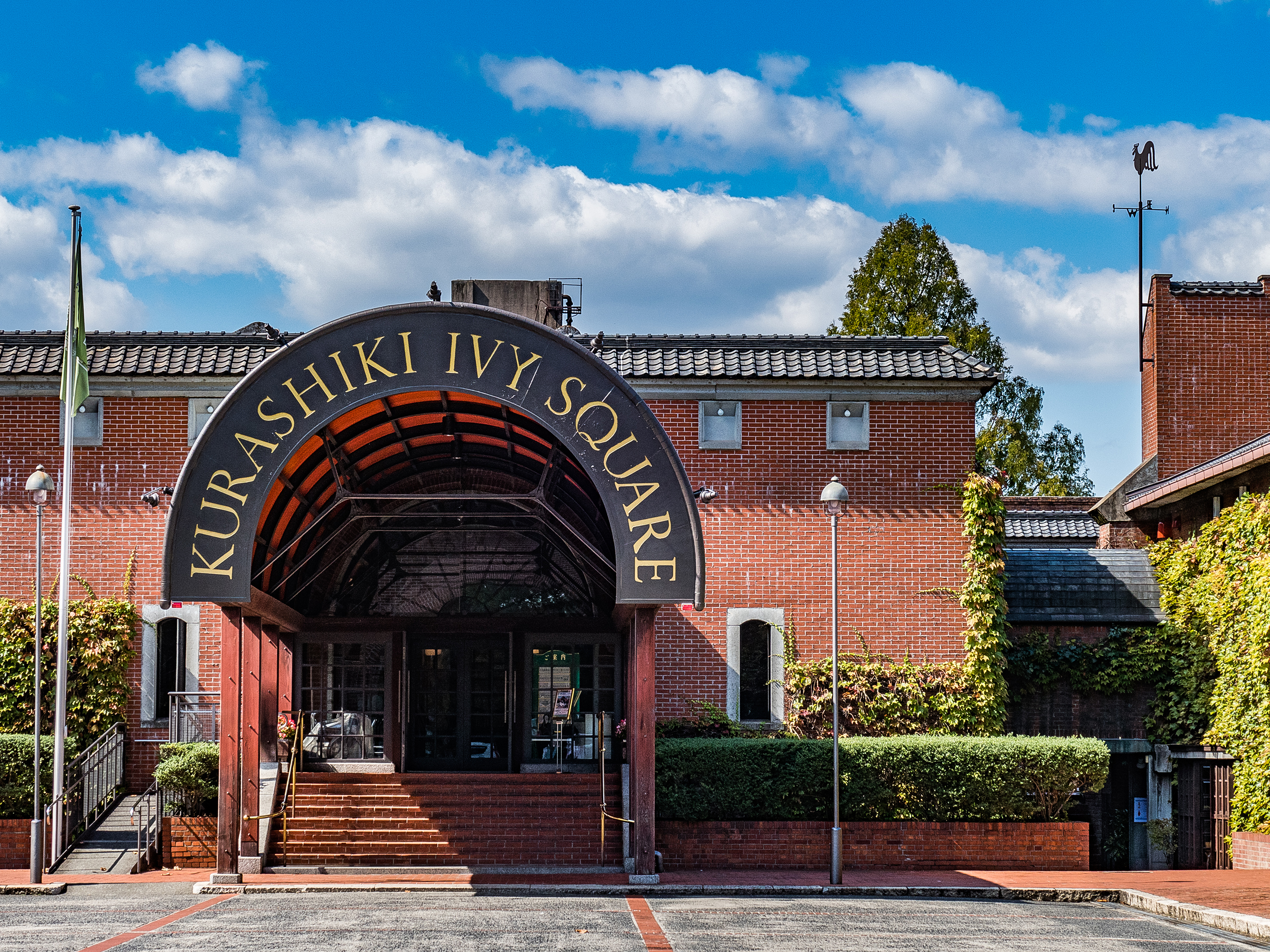
正面玄関

倉敷アイビースクエア（くらしきアイビースクエア、英: KURASHIKI IVY SQUARE）は、岡山県倉敷市にあるホテルを中心にした複合観光施設。

## 概要
当施設は、江戸幕府の代官所跡に、1889年（明治22年）に建設された倉敷紡績創業の旧工場で、1973年（昭和48年）に改修され、観光施設として再生された。倉敷紡績の関連会社 株式会社倉敷アイビースクエアが経営・管理し、現在も倉敷紡績の登記上の所在地である。場所は倉敷美観地区に含まれる。

### 建物・施設
アーチが象徴的な広い東正面玄関は主に宿泊客が利用し、タクシーや観光バスもこちらに乗り入れる。西側入口はかつて従業員が出入りした通用門で、現在は美観地区側からの徒歩による観光客が多く利用しており、周辺も賑やかである。
広場を囲むようにホテル、レストラン、各種宴会場、倉紡記念館などの各種施設が配されている。また、アイビースクエアの由来となった赤レンガの外壁を覆う蔦は、工場であった頃に内部の温度調節のために植えられた。
2002年、第4回日本建築家協会25年賞(一般建築部門)受賞。

### ホテル
倉庫を改造した2階建、内側の部屋からは中庭が観え、秋は銀杏の紅葉が楽しめる。客室は2020年10月に全館リニューアルを完了し、木の素材を生かしたナチュラルテイストなものとなっている。

### 館内施設
- 倉紡記念館 - 日本の紡績産業の歴史を背景に倉敷紡績の史料を年代順に展示
- アイビー学館 - 倉敷紡績所創業当時の混打綿室を改装したイベント・展示スペース
- 愛美工房 - 陶芸教室
- 愛美工房売店
- アイビーショップ
- メタセコイア - 結婚式場
- レストラン 「蔦」
- パブリックバー「赤煉瓦」

## 歴史
- 1889年（明治22年）倉敷紡績所初代倉敷工場として操業を始める。
- 1945年（昭和20年）軍需工場として操業していたが終戦後に閉鎖
- 1969年（昭和44年）旧原綿倉庫が創立80周年に倉紡記念館として開館
- 1973年（昭和48年）倉敷アイビースクエアとして全面開業
- 1883年（昭和63年）別館フローラルコート開館
- 2007年（平成19年）11月30日 経済産業省より「近代化産業遺産」に認定されている。
- 2016年（平成28年）5月 伊勢志摩サミットG7倉敷教育大臣会合の会場になる[3]。
- 2023年（令和5年）4月 広島サミットG7倉敷労働雇用大臣会合の会場になる

## イベント
- 夏期は広場でビアガーデンが開かれる。

## 周辺関連施設
- 駐車場 - 120台、宿泊者は1泊500円で利用可能。
- フローラルコート - 多目的ホール。

## 交通アクセス
- 山陽本線 倉敷駅南口より 徒歩約15分

### 周辺施設
- 倉敷市民会館
- 倉敷市芸文館